# Šnipiškės
Šnipiškės (znan i kao Novi gradski centar) poslovna je četvrt u Vilniusu, Litva. Nalazi se na sjevernoj obali rijeke Vilija.
Prepoznatljiv je po neboderima novije izgradnje, među kojima je najstariji i najviši Europski toranj (lit. Europos bokštas). Ova četvrt dobila je status poslovnog središta tek početkom 21. stoljeća - dotad je Šnipiškės bilo selo izvan granica Vilniusa. Danas ima 15 342 stanovnika (2011.)